# على الأرض (أغنية جاستن بيبر)
«داون تو إيرث» (بالإنجليزية: Down to Earth)‏ (بالعربية: العودة إلي الارض) هي أغنية للمغني الكندي جاستن بيبر. تم إصدارها كواحدة من أغاني أسطوانته المطولة ماي ورلد (2009). تلقت الأغنية مراجعات إيجابية بشكل عام من قِبل النقاد، ولكن تم ترسيمها في آخر ترتيبات الولايات المتحدة، وكندا، والمملكة المتحدة.

## روابط خارجية
- كلمات الأغنية الكاملة على مترولايركس